# Wilhelm Törper
Wilhelm Törper (* 12. Oktober 1876 in Carlow; † nach 1933) war ein deutscher Handwerker und Politiker.

## Leben
Törper war Tischler in Schönberg und Mitglied der SPD. Er war als Nachrücker für Wilhelm Bollow von Mai bis September 1919 Mitglied des ersten ordentlichen Landtags von Mecklenburg-Strelitz. In den Jahren 1927 bis 1933 war Törper Mitglied im vierten, fünften und sechsten ordentlichen Landtag.